# أندريه روبليوف
أندريه روبليوف (الروسية: Андрей Рублёв) رسّام الأيقونات الروسي الشهير٬ قديس الكنيسة الروسية الأرثوذكسية.

## الحياة
ولد اندريه روبليوف في الفترة بين 1340 – 1350 في مدينة موسكو. المعلومات المتوفرة عنه قليلة جدا حيث تشير المعطيات إلى ان والده كان من رسامي الايقونات ودخل حياة الرهبنة عام 1373. كان اندريه روبليوف مطلعا على مدارس الرسم الأخرى مثل المدرسة البيزنطية والسلافية الجنوبية. جاء ذكر روبليوف في السجلات التاريخية عام 1405 التي تفيد بانه ساهم في زخرفة ورسم جدران كاتدرائية البشارة في كرملين موسكو. تدل هذه المعلومات على ان روبليوف كان رساما جيدا طالما كلف برسم جدران هذه الكاتدرائية، جاء ذكره ثانية عام 1408 بعد ان تم تكليفه برسم جدران كاتدرائية صعود العذراء في مدينة فلاديمير. بعد ذلك أصبح عنده تلاميذ ومساعدون حيث تشكل اتجاهه في الرسم وتشكلت مدرسته. في عام 1420 تراس مع دانييل تشورني العمل في كاتدرائية الثالوث الاقدس في دير سيرغييف، وفي عام 1411 انهى ايقونته الشهيرة – الثالوث. توفي اندريه روبليوف في 17 أكتوبر عام 1428 بموسكو في دير اندرونيكوف حيث انهى رسم جدران كاتدرائية سباسكي.

## معرض الصور

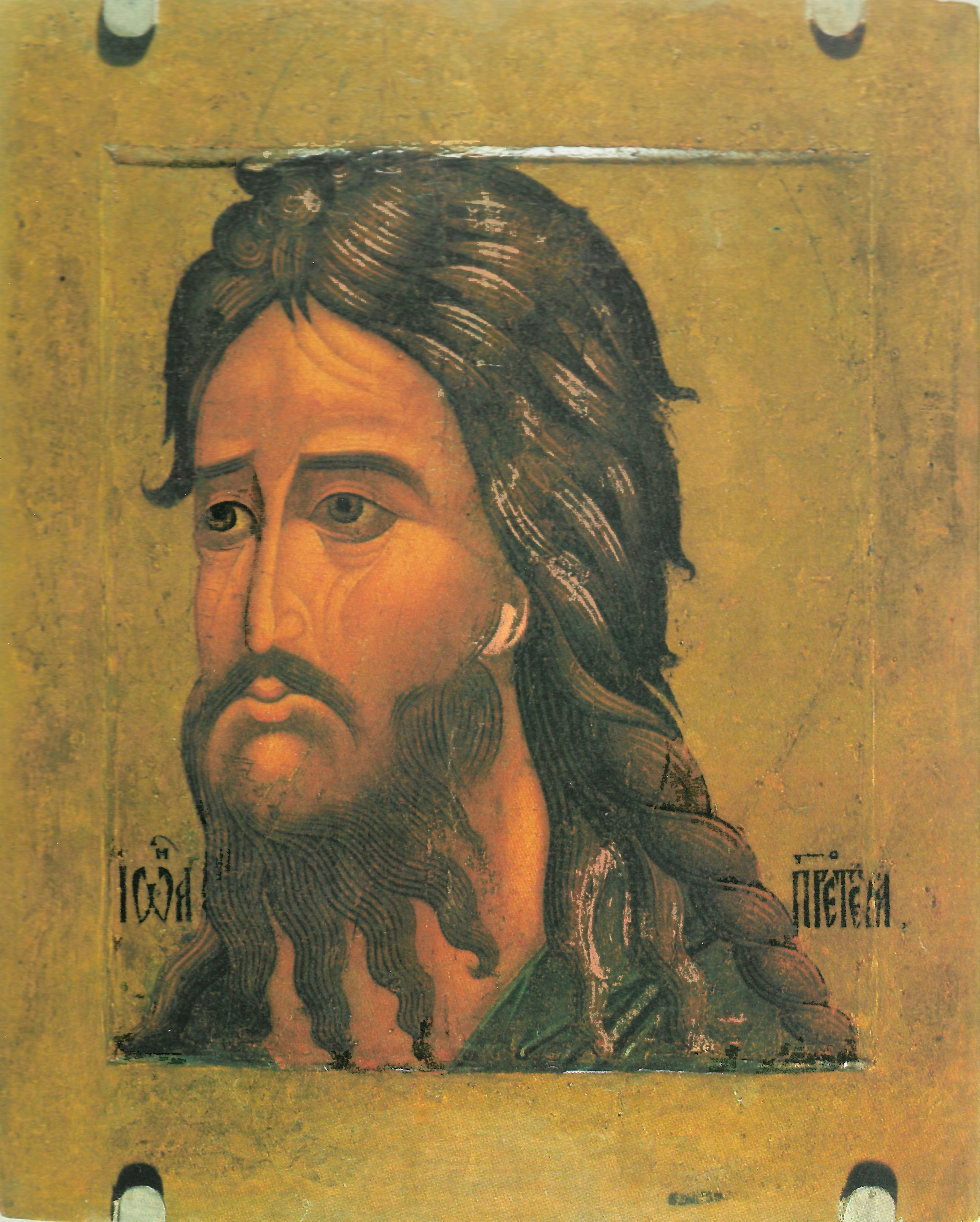
أيقونة يوحنا المعمدان